# 维纳斯的诞生 (布格罗)
《维纳斯的诞生》是法国画家威廉·阿道夫·布格罗创作于1879年的一幅油画。画作显示了希腊神话爱神维纳斯出世的情景。此画受桑德罗·波提切利同名作品的影响。现藏于巴黎的奥塞美术馆。

## 同名作品
- 维纳斯的诞生 (波提切利)
- 维纳斯的诞生 (卡巴内尔)